# کریس هوی
کریس هوی (به انگلیسی: Chris Hoy) ورزشکار مرد رشتهٔ دوچرخه‌سواری اهل کشور بریتانیای کبیر است. وی در بین سال‌های ‎۲۰۰۰ تا ۲۰۱۲ میلادی در مسابقات بازی‌های المپیک تابستانی در مجموع ۷ مدال، شامل ۶ مدال طلا و ۱ نقره را کسب کرد.